# Ágios Athanásios (ort i Grekland, Östra Makedonien och Thrakien)
Ágios Athanásios är en ort i Grekland.   Den ligger i prefekturen Nomós Drámas och regionen Östra Makedonien och Thrakien, i den nordöstra delen av landet, 300 km norr om huvudstaden Aten. Ágios Athanásios ligger 92 meter över havet och antalet invånare är 3 419.
Terrängen runt Ágios Athanásios är platt åt sydväst, men åt nordost är den kuperad. Runt Ágios Athanásios är det ganska tätbefolkat, med 60 invånare per kvadratkilometer. Närmaste större samhälle är Dráma, 11,9 km nordväst om Ágios Athanásios. Trakten runt Ágios Athanásios består till största delen av jordbruksmark.